# Etheostoma spectabile
Etheostoma spectabile là một loài cá nước ngọt thuộc họ Percidae phân bố tại Hoa Kỳ, chúng được ưa chuộng để nuôi làm cá cảnh. Chúng được tìm thấy trong các phần của lưu vực sông Mississippi và hồ Erie Basin của Bắc Mỹ, trong các nhánh sông phía đông và phía tây của sông Mississippi từ đông nam Michigan và Ohio. Phạm vi của nó kéo dài về phía nam tới Tennessee và phía tây tới khu vực phía bắc của bang Texas.

## Đặc điểm
Chế độ ăn uống chủ yếu bao gồm muỗi và ấu trùng blackfly, nymphs mayfly, đằng túc, amphipods, và ấu trùng Bộ Cánh lông nhưng thành phần thay đổi theo mùa và theo độ tuổi. Môi trường sống của loài này thường bao gồm sỏi cạn ở các dòng suối mát. Con đực thường có chiều dài nhỏ hơn so với con cái, nhưng chúng thích cái nhỏ hơn. Điều này là do tỷ lệ giới tính của sự phong phú của các loài này. Sự thành công nở trứng của loài cá này là tương đối cao, cá bột phát triển đến chiều dài khoảng 45 mm trong năm đầu tiên và năm thứ hai, nó cũng đã được báo cáo rằng độ dài của loài này đạt 60–70 mm. 